# من زامبی، تو زامبی، او زامبی
من زامبی، تو زامبی، او زامبی (ایتالیایی: Io zombo, tu zombi, lei zomba) یک فیلم کمدی ایتالیایی با زمینه‌ای ترسناک و هجو است که در سال ۱۹۷۹ منتشر شد.

## گزیدهٔ بازیگران
- دوئیلیو دل پره‌ته
- رنتسو مونتانیانی
- کُـکی پونتسونی
- نادیا کاسینی
- دانیله وارگاس
- ساندرو گیانی
- جانفرانکو دانجلو
- آنا ماتزامائورو
- تولیو سولنگی
- فابریتسیو ویداله
- گیگو مازینو
- ویرا درودی